# Драговски камък
Драговски камък (местното население го нарича Драгьовски камик) е връх в Гребен планина с височина 1118 м. GPS координати: 42°50’35” с.ш. и 22°42’36” и.д.
Намира се между трънските села Врабча и Филиповци като по-подходящият и лек маршрут за изкачване е от Врабча. Върхът е наричан още „Трънският Матерхорн“. Гледан отдалеч прилича на пирамида. Източно от върха в ниското се намира Бежанската пещера, за която има предание, че тунел я е свързвал с крепостта на върха.
На Драговски камък се е издигала антична крепост достъпна само от северозапад, чиито стени са били изградени от ломен камък без спойка. Крепостта е имала стратегическо значение над долината на р. Клисура. Под върха в югоизточната част на възвишението е имало неукрепено праисторическо селище, населявано според откритите останки през къснобронзовата и раннохалщатската епоха.
През XI век крепостта на върха заедно с целия Трънски край влиза в пределите на Самуилова България след като източните предели на царството падат под византийска власт. През 1004 и 1016 г. византийският император Василий II Българоубиец прави два неуспешни опита за обсада на Перник и свързаната с него система от крепости в областта, сред които и Драговски камък, по това време защитавана от войводата Драгота. Чак през 1018 г. с превземането на столицата Охрид и обезсмислянето на по-нататъшната съпротива Перник се предава на византийците, а заедно с него и крепостта Драговски камък.